# Gunnar Wennerberg
Gunnar Wennerberg, švedski pesnik, skladatelj, akademik in politik, * 2. oktober 1817, † 24. avgust 1901.